# 19e étape du Tour d'Italie 2024
Pour un article plus général, voir Tour d'Italie 2024.
La 19e étape du Tour d'Italie 2024 se déroule le vendredi 24 mai 2024 entre Mortegliano et Sappada dans le Frioul-Vénétie Julienne sur une distance de 157 km.

## Parcours
Cette étape assez courte (157 km) s'oriente vers le nord. Les cent premiers kilomètres en léger faux plat montant ne présentent guère de difficultés. Le programme de la fin de l'étape
est plus ardu avec les franchissements dans un premier temps d'un col de 2e catégorie et d'un col de 3e catégorie. En fin de parcours, les coureurs gravissent la Cima Sappada, un second col de 2e catégorie atteint après une montée de 7,4 km avec une pente moyenne de 5,4 % et un passage à 15 %. La Cima Sappada est franchie à 6,2 km de l'arrivée à Sappada, à proximité de la frontière autrichienne.

## Déroulement de la course
À 81 kilomètres de l'arrivée, neuf coureurs rejoignent les dix hommes qui étaient en tête formant ainsi un important groupe d'échappés parmi lesquels se trouvent quatre coureurs déjà vainqueurs d'étape du Giro 2024 : le Colombien Jhonatan Narváez (Ineos Grenadiers), l'Espagnol Pelayo Sánchez (Movistar), le Français Julian Alaphilippe (Soudal Quick-Step) et l'Allemand Georg Steinhauser (EF Education). Ce groupe de 19 hommes possède alors un avantage de plus de cinq minutes sur le peloton maillot rose. Après la première montée répertoriée, le Passo Duron, les quatre coureurs précités ne sont plus accompagnés que de l'Italien Andrea Vendrame (Decathlon AG2R La Mondiale) et du Belge Quinten Hermans (Alpecin-Deceuninck). 
Andrea Vendrame s'échappe dans la descente du Sella Valcalda et compte une minute d'avance au pied de la Cima Sappada sur les six autres échappés (l'Australien Luke Plapp ayant fait son retour). Dans la montée du col de la Cima Sappada, Vandrame est pris en chasse par Steinhauser, sorti du groupe de chasse, lui-même rejoint par Sánchez. Andrea Vendrame ne perd pas de temps par rapport à ses poursuivants et remporte la victoire en solitaire. Le peloton maillot rose passe la ligne d'arrivée avec presque 16 minutes de retard sur le vainqueur.

## Résultats

### Classement de l'étape
| \| Classement de l'étape \| Classement de l'étape \| Classement de l'étape \| Classement de l'étape \| Classement de l'étape \| \| Coureur \| Coureur \| Pays \| Équipe \| Temps \| \| --------------------- \| --------------------- \| --------------------- \| -------------------------- \| --------------------- \| \| 1er \| Andrea Vendrame \| Italie \| Decathlon-AG2R La Mondiale \| 3 h 51 min 05 s \| \| 2e \| Pelayo Sánchez \| Espagne \| Movistar Team \| + 54 s \| \| 3e \| Georg Steinhauser \| Allemagne \| EF Education-EasyPost \| + 1 min 06 s \| \| 4e \| Jhonatan Narváez \| Équateur \| Ineos Grenadiers \| + 2 min 27 s \| \| 5e \| Luke Plapp \| Australie \| Team Jayco AlUla \| + 2 min 27 s \| \| 6e \| Simone Velasco \| Italie \| Astana Qazaqstan Team \| + 2 min 30 s \| \| 7e \| Jan Tratnik \| Slovénie \| Team Visma \\| Lease a Bike \| + 2 min 30 s \| \| 8e \| Michael Valgren \| Danemark \| EF Education-EasyPost \| + 2 min 30 s \| \| 9e \| Julian Alaphilippe \| France \| Soudal Quick-Step \| + 2 min 32 s \| \| 10e \| Quinten Hermans \| Belgique \| Alpecin-Deceuninck \| + 3 min 52 s \| |                    |           |                            |                 |
| |                    |           |                            |                 |
| Sources : ProCyclingStats Cycling Quotient |                    |           |                            |                 |
| Classement de l'étape |                    |           |                            |                 |
| Coureur | Coureur            | Pays      | Équipe                     | Temps           |
| 1er | Andrea Vendrame    | Italie    | Decathlon-AG2R La Mondiale | 3 h 51 min 05 s |
| 2e | Pelayo Sánchez     | Espagne   | Movistar Team              | + 54 s          |
| 3e | Georg Steinhauser  | Allemagne | EF Education-EasyPost      | + 1 min 06 s    |
| 4e | Jhonatan Narváez   | Équateur  | Ineos Grenadiers           | + 2 min 27 s    |
| 5e | Luke Plapp         | Australie | Team Jayco AlUla           | + 2 min 27 s    |
| 6e | Simone Velasco     | Italie    | Astana Qazaqstan Team      | + 2 min 30 s    |
| 7e | Jan Tratnik        | Slovénie  | Team Visma \| Lease a Bike | + 2 min 30 s    |
| 8e | Michael Valgren    | Danemark  | EF Education-EasyPost      | + 2 min 30 s    |
| 9e | Julian Alaphilippe | France    | Soudal Quick-Step          | + 2 min 32 s    |
| 10e | Quinten Hermans    | Belgique  | Alpecin-Deceuninck         | + 3 min 52 s    |

### Points attribués pour le classement par points
| Sprint intermédiaire Peonis (km (56,1) | Sprint intermédiaire Peonis (km (56,1) | Sprint intermédiaire Peonis (km (56,1) | Sprint intermédiaire Peonis (km (56,1) | Sprint intermédiaire Peonis (km (56,1) |
| -------------------------------------- | -------------------------------------- | -------------------------------------- | -------------------------------------- | -------------------------------------- |
|                                        | Coureur                                | Pays                                   | Équipe                                 | Point(s)                               |
| 1er                                    | Julian Alaphilippe                     | France                                 | Soudal Quick-Step                      | 12                                     |
| 2e                                     | Luke Plapp                             | Australie                              | Jayco AlUla                            | 8                                      |
| 3e                                     | Pelayo Sánchez                         | Espagne                                | Movistar                               | 6                                      |
| 4e                                     | Quinten Hermans                        | Belgique                               | Alpecin-Deceuninck                     | 5                                      |
| 5e                                     | Andrea Vendrame                        | Italie                                 | Decathlon AG2R La Mondiale             | 4                                      |
| 6e                                     | Jhonatan Narváez                       | Équateur                               | Ineos Grenadiers                       | 3                                      |
| 7e                                     | Mattia Bais                            | Italie                                 | Polti Kometa                           | 2                                      |
| 8e                                     | Enzo Paleni                            | France                                 | Groupama-FDJ                           | 1                                      |
| modifier                               |                                        |                                        |                                        |                                        |

| Sprint intermédiaire Paularo (km (100,4) | Sprint intermédiaire Paularo (km (100,4) | Sprint intermédiaire Paularo (km (100,4) | Sprint intermédiaire Paularo (km (100,4) | Sprint intermédiaire Paularo (km (100,4) |
| ---------------------------------------- | ---------------------------------------- | ---------------------------------------- | ---------------------------------------- | ---------------------------------------- |
|                                          | Coureur                                  | Pays                                     | Équipe                                   | Point(s)                                 |
| 1er                                      | Manuele Tarozzi                          | Italie                                   | VF Group-Bardiani CSF-Faizané            | 12                                       |
| 2e                                       | Pelayo Sánchez                           | Espagne                                  | Movistar                                 | 8                                        |
| 3e                                       | Michael Valgren                          | Danemark                                 | EF Education-EasyPost                    | 6                                        |
| 4e                                       | Julian Alaphilippe                       | France                                   | Soudal Quick-Step                        | 5                                        |
| 5e                                       | Jhonatan Narváez                         | Équateur                                 | Ineos Grenadiers                         | 4                                        |
| 6e                                       | Jan Tratnik                              | Slovénie                                 | Visma-Lease a Bike                       | 3                                        |
| 7e                                       | Simone Velasco                           | Italie                                   | Astana Qazaqstan                         | 2                                        |
| 8e                                       | Edward Theuns                            | Belgique                                 | Lidl-Trek                                | 1                                        |
| modifier                                 |                                          |                                          |                                          |                                          |

| \| Arrivée d'étape Sappada (km 157) \| Arrivée d'étape Sappada (km 157) \| Arrivée d'étape Sappada (km 157) \| Arrivée d'étape Sappada (km 157) \| Arrivée d'étape Sappada (km 157) \| \| -------------------------------- \| -------------------------------- \| -------------------------------- \| -------------------------------- \| -------------------------------- \| \| \| Coureur \| Pays \| Équipe \| Point(s) \| \| 1er \| Andrea Vendrame \| Italie \| Decathlon AG2R La Mondiale \| 15 \| \| 2e \| Pelayo Sánchez \| Espagne \| Movistar \| 12 \| \| 3e \| Georg Steinhauser \| Allemagne \| EF Education-EasyPost \| 9 \| \| 4e \| Jhonatan Narváez \| Équateur \| Ineos Grenadiers \| 7 \| \| 5e \| Luke Plapp \| Australie \| Jayco AlUla \| 6 \| \| 6e \| Simone Velasco \| Italie \| Astana Qazaqstan \| 5 \| \| 7e \| Jan Tratnik \| Slovénie \| Visma-Lease a Bike \| 4 \| \| 8e \| Michael Valgren \| Danemark \| EF Education-EasyPost \| 3 \| \| 9e \| Julian Alaphilippe \| France \| Soudal Quick-Step \| 2 \| \| 10e \| Quinten Hermans \| Belgique \| Alpecin-Deceuninck \| 1 \| \| modifier \| \| \| \| \| |                    |           |                            |          |
| Arrivée d'étape Sappada (km 157) |                    |           |                            |          |
| | Coureur            | Pays      | Équipe                     | Point(s) |
| 1er | Andrea Vendrame    | Italie    | Decathlon AG2R La Mondiale | 15       |
| 2e | Pelayo Sánchez     | Espagne   | Movistar                   | 12       |
| 3e | Georg Steinhauser  | Allemagne | EF Education-EasyPost      | 9        |
| 4e | Jhonatan Narváez   | Équateur  | Ineos Grenadiers           | 7        |
| 5e | Luke Plapp         | Australie | Jayco AlUla                | 6        |
| 6e | Simone Velasco     | Italie    | Astana Qazaqstan           | 5        |
| 7e | Jan Tratnik        | Slovénie  | Visma-Lease a Bike         | 4        |
| 8e | Michael Valgren    | Danemark  | EF Education-EasyPost      | 3        |
| 9e | Julian Alaphilippe | France    | Soudal Quick-Step          | 2        |
| 10e | Quinten Hermans    | Belgique  | Alpecin-Deceuninck         | 1        |
| modifier |                    |           |                            |          |

### Points attribués pour le classement du meilleur grimpeur
| Passo Duron (km 104,9) 2e catégorie (6,9 km à 5,8%) | Passo Duron (km 104,9) 2e catégorie (6,9 km à 5,8%) | Passo Duron (km 104,9) 2e catégorie (6,9 km à 5,8%) | Passo Duron (km 104,9) 2e catégorie (6,9 km à 5,8%) | Passo Duron (km 104,9) 2e catégorie (6,9 km à 5,8%) |
| --------------------------------------------------- | --------------------------------------------------- | --------------------------------------------------- | --------------------------------------------------- | --------------------------------------------------- |
|                                                     | Coureur                                             | Pays                                                | Équipe                                              | Point(s)                                            |
| 1er                                                 | Julian Alaphilippe                                  | France                                              | Soudal Quick-Step                                   | 18                                                  |
| 2e                                                  | Georg Steinhauser                                   | Allemagne                                           | EF Education-EasyPost                               | 8                                                   |
| 3e                                                  | Jhonatan Narváez                                    | Équateur                                            | Ineos Grenadiers                                    | 6                                                   |
| 4e                                                  | Pelayo Sánchez                                      | Espagne                                             | Movistar                                            | 4                                                   |
| 5e                                                  | Quinten Hermans                                     | Belgique                                            | Alpecin-Deceuninck                                  | 2                                                   |
| 6e                                                  | Andrea Vendrame                                     | Italie                                              | Decathlon AG2R La Mondiale                          | 1                                                   |
| modifier                                            |                                                     |                                                     |                                                     |                                                     |

| Sella Valcalda (km 121,7) 3e catégorie (8,9 km à 3,7%) | Sella Valcalda (km 121,7) 3e catégorie (8,9 km à 3,7%) | Sella Valcalda (km 121,7) 3e catégorie (8,9 km à 3,7%) | Sella Valcalda (km 121,7) 3e catégorie (8,9 km à 3,7%) | Sella Valcalda (km 121,7) 3e catégorie (8,9 km à 3,7%) |
| ------------------------------------------------------ | ------------------------------------------------------ | ------------------------------------------------------ | ------------------------------------------------------ | ------------------------------------------------------ |
|                                                        | Coureur                                                | Pays                                                   | Équipe                                                 | Point(s)                                               |
| 1er                                                    | Georg Steinhauser                                      | Allemagne                                              | EF Education-EasyPost                                  | 9                                                      |
| 2e                                                     | Julian Alaphilippe                                     | France                                                 | Soudal Quick-Step                                      | 4                                                      |
| 3e                                                     | Andrea Vendrame                                        | Italie                                                 | Decathlon AG2R La Mondiale                             | 2                                                      |
| 4e                                                     | Quinten Hermans                                        | Belgique                                               | Alpecin-Deceuninck                                     | 1                                                      |
| modifier                                               |                                                        |                                                        |                                                        |                                                        |

| \| Cima Sappada (km 150,8) 2e catégorie (10,7 km à 4,4%) \| Cima Sappada (km 150,8) 2e catégorie (10,7 km à 4,4%) \| Cima Sappada (km 150,8) 2e catégorie (10,7 km à 4,4%) \| Cima Sappada (km 150,8) 2e catégorie (10,7 km à 4,4%) \| Cima Sappada (km 150,8) 2e catégorie (10,7 km à 4,4%) \| \| ----------------------------------------------------- \| ----------------------------------------------------- \| ----------------------------------------------------- \| ----------------------------------------------------- \| ----------------------------------------------------- \| \| \| Coureur \| Pays \| Équipe \| Point(s) \| \| 1er \| Andrea Vendrame \| Italie \| Decathlon AG2R La Mondiale \| 18 \| \| 2e \| Pelayo Sánchez \| Espagne \| Movistar \| 8 \| \| 3e \| Georg Steinhauser \| Allemagne \| EF Education-EasyPost \| 6 \| \| 4e \| Jhonatan Narváez \| Équateur \| Ineos Grenadiers \| 4 \| \| 5e \| Julian Alaphilippe \| France \| Soudal Quick-Step \| 2 \| \| 6e \| Luke Plapp \| Australie \| Jayco AlUla \| 1 \| \| modifier \| \| \| \| \| |                    |           |                            |          |
| Cima Sappada (km 150,8) 2e catégorie (10,7 km à 4,4%) |                    |           |                            |          |
| | Coureur            | Pays      | Équipe                     | Point(s) |
| 1er | Andrea Vendrame    | Italie    | Decathlon AG2R La Mondiale | 18       |
| 2e | Pelayo Sánchez     | Espagne   | Movistar                   | 8        |
| 3e | Georg Steinhauser  | Allemagne | EF Education-EasyPost      | 6        |
| 4e | Jhonatan Narváez   | Équateur  | Ineos Grenadiers           | 4        |
| 5e | Julian Alaphilippe | France    | Soudal Quick-Step          | 2        |
| 6e | Luke Plapp         | Australie | Jayco AlUla                | 1        |
| modifier |                    |           |                            |          |

### Points attribués pour le classement des sprints intermédiaires
| Sprint intermédiaire Peonis (km (56,1) | Sprint intermédiaire Peonis (km (56,1) | Sprint intermédiaire Peonis (km (56,1) | Sprint intermédiaire Peonis (km (56,1) | Sprint intermédiaire Peonis (km (56,1) |
| -------------------------------------- | -------------------------------------- | -------------------------------------- | -------------------------------------- | -------------------------------------- |
|                                        | Coureur                                | Pays                                   | Équipe                                 | Point(s)                               |
| 1er                                    | Julian Alaphilippe                     | France                                 | Soudal Quick-Step                      | 10                                     |
| 2e                                     | Luke Plapp                             | Australie                              | Jayco AlUla                            | 6                                      |
| 3e                                     | Pelayo Sánchez                         | Espagne                                | Movistar                               | 3                                      |
| 4e                                     | Quinten Hermans                        | Belgique                               | Alpecin-Deceuninck                     | 2                                      |
| 5e                                     | Andrea Vendrame                        | Italie                                 | Decathlon AG2R La Mondiale             | 1                                      |
| modifier                               |                                        |                                        |                                        |                                        |

| Sprint intermédiaire Cercivento (km (116,3) | Sprint intermédiaire Cercivento (km (116,3) | Sprint intermédiaire Cercivento (km (116,3) | Sprint intermédiaire Cercivento (km (116,3) | Sprint intermédiaire Cercivento (km (116,3) |
| ------------------------------------------- | ------------------------------------------- | ------------------------------------------- | ------------------------------------------- | ------------------------------------------- |
|                                             | Coureur                                     | Pays                                        | Équipe                                      | Point(s)                                    |
| 1er                                         | Julian Alaphilippe                          | France                                      | Soudal Quick-Step                           | 10                                          |
| 2e                                          | Jhonatan Narváez                            | Équateur                                    | Ineos Grenadiers                            | 6                                           |
| 3e                                          | Andrea Vendrame                             | Italie                                      | Decathlon AG2R La Mondiale                  | 3                                           |
| 4e                                          | Quinten Hermans                             | Belgique                                    | Alpecin-Deceuninck                          | 2                                           |
| 5e                                          | Pelayo Sánchez                              | Espagne                                     | Movistar                                    | 1                                           |
| modifier                                    |                                             |                                             |                                             |                                             |

### Bonifications
|   | Coureur         | Pays     | Équipe                        | Secondes |
| - | --------------- | -------- | ----------------------------- | -------- |
| 1 | Manuele Tarozzi | Italie   | VF Group-Bardiani CSF-Faizané | 3 s      |
| 2 | Pelayo Sánchez  | Espagne  | Movistar                      | 2 s      |
| 3 | Michael Valgren | Danemark | EF Education-EasyPost         | 1 s      |

|   | Coureur            | Pays     | Équipe                     | Secondes |
| - | ------------------ | -------- | -------------------------- | -------- |
| 1 | Julian Alaphilippe | France   | Soudal Quick-Step          | 3 s      |
| 2 | Jhonatan Narváez   | Équateur | Ineos Grenadiers           | 2 s      |
| 3 | Andrea Vendrame    | Italie   | Decathlon AG2R La Mondiale | 1 s      |

| \| \| Coureur \| Pays \| Équipe \| Secondes \| \| - \| ----------------- \| --------- \| -------------------------- \| -------- \| \| 1 \| Andrea Vendrame \| Italie \| Decathlon AG2R La Mondiale \| 10 s \| \| 2 \| Pelayo Sánchez \| Espagne \| Movistar \| 6 s \| \| 3 \| Georg Steinhauser \| Allemagne \| EF Education-EasyPost \| 4 s \| |                   |           |                            |          |
| | Coureur           | Pays      | Équipe                     | Secondes |
| 1 | Andrea Vendrame   | Italie    | Decathlon AG2R La Mondiale | 10 s     |
| 2 | Pelayo Sánchez    | Espagne   | Movistar                   | 6 s      |
| 3 | Georg Steinhauser | Allemagne | EF Education-EasyPost      | 4 s      |

## Classements à l'issue de l'étape

### Classement général
| \| Classement général \| Classement général \| Classement général \| Classement général \| Classement général \| \| Coureur \| Coureur \| Pays \| Équipe \| Temps \| \| ------------------ \| ------------------ \| ------------------ \| -------------------------- \| ------------------ \| \| 1er \| Tadej Pogačar \| Slovénie \| UAE Team Emirates \| 71 h 24 min 03 s \| \| 2e \| Daniel Martínez \| Colombie \| Bora-Hansgrohe \| + 7 min 42 s \| \| 3e \| Geraint Thomas \| Royaume-Uni \| Ineos Grenadiers \| + 8 min 04 s \| \| 4e \| Ben O'Connor \| Australie \| Decathlon-AG2R La Mondiale \| + 9 min 47 s \| \| 5e \| Antonio Tiberi \| Italie \| Bahrain Victorious \| + 10 min 29 s \| \| 6e \| Thymen Arensman \| Pays-Bas \| Ineos Grenadiers \| + 11 min 10 s \| \| 7e \| Romain Bardet \| France \| Team dsm-firmenich PostNL \| + 12 min 42 s \| \| 8e \| Einer Rubio \| Colombie \| Movistar Team \| + 13 min 33 s \| \| 9e \| Filippo Zana \| Italie \| Team Jayco AlUla \| + 13 min 52 s \| \| 10e \| Jan Hirt \| Tchéquie \| Soudal Quick-Step \| + 14 min 44 s \| |                 |             |                            |                  |
| |                 |             |                            |                  |
| Sources : ProCyclingStats Cycling Quotient |                 |             |                            |                  |
| Classement général |                 |             |                            |                  |
| Coureur | Coureur         | Pays        | Équipe                     | Temps            |
| 1er | Tadej Pogačar   | Slovénie    | UAE Team Emirates          | 71 h 24 min 03 s |
| 2e | Daniel Martínez | Colombie    | Bora-Hansgrohe             | + 7 min 42 s     |
| 3e | Geraint Thomas  | Royaume-Uni | Ineos Grenadiers           | + 8 min 04 s     |
| 4e | Ben O'Connor    | Australie   | Decathlon-AG2R La Mondiale | + 9 min 47 s     |
| 5e | Antonio Tiberi  | Italie      | Bahrain Victorious         | + 10 min 29 s    |
| 6e | Thymen Arensman | Pays-Bas    | Ineos Grenadiers           | + 11 min 10 s    |
| 7e | Romain Bardet   | France      | Team dsm-firmenich PostNL  | + 12 min 42 s    |
| 8e | Einer Rubio     | Colombie    | Movistar Team              | + 13 min 33 s    |
| 9e | Filippo Zana    | Italie      | Team Jayco AlUla           | + 13 min 52 s    |
| 10e | Jan Hirt        | Tchéquie    | Soudal Quick-Step          | + 14 min 44 s    |

### Classement par points
| Classement par points | Classement par points | Classement par points | Classement par points         | Classement par points |
| Coureur               | Coureur               | Pays                  | Équipe                        | Points                |
| --------------------- | --------------------- | --------------------- | ----------------------------- | --------------------- |
| 1er                   | Jonathan Milan        | Italie                | Lidl-Trek                     | 327 pts               |
| 2e                    | Kaden Groves          | Australie             | Alpecin-Deceuninck            | 200 pts               |
| 3e                    | Tim Merlier           | Belgique              | Soudal Quick-Step             | 143 pts               |
| 4e                    | Julian Alaphilippe    | France                | Soudal Quick-Step             | 132 pts               |
| 5e                    | Filippo Fiorelli      | Italie                | VF Group-Bardiani CSF-Faizanè | 116 pts               |
| 6e                    | Tadej Pogačar         | Slovénie              | UAE Team Emirates             | 111 pts               |
| 7e                    | Andrea Pietrobon      | Italie                | Team Polti Kometa             | 111 pts               |
| 8e                    | Jhonatan Narváez      | Équateur              | Ineos Grenadiers              | 80 pts                |
| 9e                    | Mirco Maestri         | Italie                | Team Polti Kometa             | 72 pts                |
| 10e                   | Davide Ballerini      | Italie                | Astana Qazaqstan Team         | 70 pts                |

### Classement de la montagne
| Classement de la montagne | Classement de la montagne | Classement de la montagne | Classement de la montagne     | Classement de la montagne |
| Coureur                   | Coureur                   | Pays                      | Équipe                        | Points                    |
| ------------------------- | ------------------------- | ------------------------- | ----------------------------- | ------------------------- |
| 1er                       | Tadej Pogačar             | Slovénie                  | UAE Team Emirates             | 230 pts                   |
| 2e                        | Georg Steinhauser         | Allemagne                 | EF Education-EasyPost         | 153 pts                   |
| 3e                        | Giulio Pellizzari         | Italie                    | VF Group-Bardiani CSF-Faizanè | 148 pts                   |
| 4e                        | Nairo Quintana            | Colombie                  | Movistar Team                 | 114 pts                   |
| 5e                        | Julian Alaphilippe        | France                    | Soudal Quick-Step             | 101 pts                   |
| 6e                        | Simon Geschke             | Allemagne                 | Cofidis                       | 78 pts                    |
| 7e                        | Daniel Martínez           | Colombie                  | Bora-Hansgrohe                | 72 pts                    |
| 8e                        | Valentin Paret-Peintre    | France                    | Decathlon-AG2R La Mondiale    | 55 pts                    |
| 9e                        | Romain Bardet             | France                    | Team dsm-firmenich PostNL     | 47 pts                    |
| 10e                       | Amanuel Ghebreigzabhier   | Érythrée                  | Lidl-Trek                     | 42 pts                    |

### Classement du meilleur jeune
| Classement du meilleur jeune | Classement du meilleur jeune | Classement du meilleur jeune | Classement du meilleur jeune | Classement du meilleur jeune |
| Coureur                      | Coureur                      | Pays                         | Équipe                       | Temps                        |
| ---------------------------- | ---------------------------- | ---------------------------- | ---------------------------- | ---------------------------- |
| 1er                          | Antonio Tiberi               | Italie                       | Bahrain Victorious           | 70 h 34 min 32 s             |
| 2e                           | Thymen Arensman              | Pays-Bas                     | Ineos Grenadiers             | + 41 s                       |
| 3e                           | Filippo Zana                 | Italie                       | Team Jayco AlUla             | + 3 min 23 s                 |
| 4e                           | Davide Piganzoli             | Italie                       | Team Polti Kometa            | + 12 min 09 s                |
| 5e                           | Valentin Paret-Peintre       | France                       | Decathlon-AG2R La Mondiale   | + 30 min 43 s                |
| 6e                           | Alex Baudin                  | France                       | Decathlon-AG2R La Mondiale   | + 40 min 14 s                |
| 7e                           | Giovanni Aleotti             | Italie                       | Bora-Hansgrohe               | + 47 min 24 s                |
| 8e                           | Kevin Vermaerke              | États-Unis                   | Team dsm-firmenich PostNL    | + 58 min 11 s                |
| 9e                           | Edoardo Zambanini            | Italie                       | Bahrain Victorious           | + 1 h 03 min 30 s            |
| 10e                          | Mauri Vansevenant            | Belgique                     | Soudal Quick-Step            | + 1 h 08 min 47 s            |

### Classement par équipes
| Classement par équipes | Classement par équipes     | Classement par équipes | Classement par équipes |
| Équipe                 | Équipe                     | Pays                   | Temps                  |
| ---------------------- | -------------------------- | ---------------------- | ---------------------- |
| 1re                    | Decathlon-AG2R La Mondiale | France                 | 214 h 45 min 20 s      |
| 2e                     | Ineos Grenadiers           | Royaume-Uni            | + 19 min 13 s          |
| 3e                     | UAE Team Emirates          | Émirats arabes unis    | + 50 min 07 s          |
| 4e                     | Bahrain Victorious         | Bahreïn                | + 1 h 17 min 34 s      |
| 5e                     | Astana Qazaqstan Team      | Kazakhstan             | + 1 h 20 min 47 s      |

### Sanctions au classement UCI
| \| Coureur \| Pays \| Équipe \| Points \| \| ------------------ \| ------ \| ----------------- \| ----------- \| \| Julian Alaphilippe \| France \| Soudal Quick-Step \| - 25 points \| |        |                   |             |
| Coureur | Pays   | Équipe            | Points      |
| Julian Alaphilippe | France | Soudal Quick-Step | - 25 points |

## Abandons
- Nick Schultz (Israel-Premier Tech) : non partant
- Andrea Piccolo (EF Education-EasyPost) : abandon